# Cercle Lufbery
Un cercle Lufbery (en anglais : Lufbery circle) ou cercle de Lufbery est une tactique aérienne défensive utilisée pour la Première Guerre mondiale.
Il s'agit de mettre en place un cercle avec des avions alliés afin de rendre difficile toute attaque ennemie : un avion protégeant celui qui le précède et étant protégé par celui qui le suit.
Bien que son nom soit celui de l'as Raoul Gervais Lufbery de l'Escadrille La Fayette, il n'a pas inventé cette tactique mais l'a popularisée parmi les pilotes américains qu'il a formés.